# Остроградський Василь Олександрович
Василь Олександрович Остроградський (7 лютого 1865, Кременчуцький повіт, Полтавська губернія, Російська імперія — 20 січня 1931, Париж, Франція) — дворянин Російської імперії, громадський діяч, депутат Державної думи Російської імперії III скликання від Полтавської губернії.

## Життєпис
Народився 7 лютого 1865 року в Кременчуцькому повіті Полтавської губернії в родині дворянина, колишнього предводителя дворянства Кременчуцького повіту Олександра Олександровича Остроградського (1822—1880) та його дружини Єлизавети Михайлівни Котляревської. Походив з дворянського козацько-старшинського роду Остроградських.
1886 року закінчив Олександрівський ліцей у Санкт-Петербурзі. Спочатку служив у Державній канцелярії, потім — помічником статссекретаря канцелярії Державної ради. 1892 року обраний кременчуцьким повітовим та полтавським губернським земським гласним; також був почесним мировим суддею, предводителем дворянства Кременчуцького повіту. Заснував Товариство селянських господарств Полтавської губернії. Володів землею загальною площею 4000 десятин.
15 жовтня 1907 року обраний до Державної думи Російської імперії III скликання від Полтавської губернії. Увійшов до фракції октябристів. Працював у таких комісіях як бюджетна (був заступником голови), земельній, для розбору кореспонденції, з місцевого самоврядування, щодо шляхів сполучення.
Після жовтневого перевороту 1917 року емігрував до Франції. Там був членом Об'єднання колишніх вихованців Імператорського Олександрівського ліцею.
Помер 20 січня 1931 року в Парижі. Похований на цвинтарі Сент-Женев'єв-де-Буа.

## Родина
Одружений із Анною Миколаївною Салько (пом. до 28 лютого 1956). Шлюб був бездітним.